# 羽嬰
羽 嬰（う えい、生没年不詳）は、秦末から楚漢戦争期の武将で、群雄のひとり。
紀元前205年夏4月の睢水の戦いで、劉邦に従っていたが、項羽に大敗すると、彼は項羽と通じて、王武、程処、柱天侯らとともに劉邦に反旗を翻した。
そこで、劉邦は上将軍韓信とその副将の曹参に命じて、討伐させた。羽嬰は昆陽で曹参と戦い、大敗して葉まで敗走して、曹参の追撃を受けた。
以降の羽嬰の動向は不詳である。